# Joaquín Gisbert
Joaquín Gisbert Colomer fue un economista y político español de mediados del siglo XIX. Políticamente perteneció al sector crítico dentro del Partido Moderado. Económicamente se le considera librecambista dentro del liberalismo económico español.
Obtuvo acta de diputado por Alcoy en 1848, a pesar de haber perdido las elecciones previas (1844) por más de cien votos, al tener que ser sustituido el anterior diputado (José de Salamanca, que pasó a ser ministro de Hacienda). En las siguientes elecciones (1850) obtuvo el escaño directamente.
Uno de sus discursos, en favor de la importación de cereales, fue comentado críticamente por Joan Güell.